# Відлікова площина
У небесній механіці, відлікова площина — використовується для визначення елементів орбіти (їх позицій).  Два головні елементи орбіти, що виміряють відносно відлікової площини це — нахил і довгота висхідного вузла.
Залежно від типу тіла, існує чотири різні види відлікових площин, які зазвичай використовують:
- Екліптика або незмінна площина для планет, астероїдів, комет і т.п. всередині Сонячної системи, оскільки ці тіла зазвичай мають орбіти, що лежать близько до екліптики
- Екватор орбітальними тілами для супутників з маленькими великими півосями
- Локальна площина Лапласа для супутників із середніми-великими великими напівосями
- Площина дотична до небесної сфери для позасонцевих об'єктів

На відліковій площині, потрібно визначити нульову точку від якої вимірюється довгота.  Її зазвичай визначають як точку на небесній сфері до відлікова площина перетинає головне годинне коло (годинне коло зайняте першою точкою Овна, однією з двох точок, де небесний екватор перетинає екліптику, друга — це перша точка Терезів), також відома як рівнодення.